# NGC 2539
NGC 2539 je otvoreni skup u zviježđu Krmi.

## Vanjske poveznice
- SEDS: NGC 2539